# Gymnosporia orbiculata
Gymnosporia orbiculata là một loài thực vật có hoa trong họ Dây gối. Loài này được (C.Y.Wu ex S.J.Pei & Y.H.Li) Q.R.Liu & Funston mô tả khoa học đầu tiên năm 2008.